# Tanți Cocea
 Tanți Cocea, menționată uneori Tantzi Cocea, pe numele real Constanța Cocea Sîrbu, (n. 7 decembrie 1909, București – d. 24 martie 1990, București) a fost o actriță română de teatru și film.

## Biografie
Fiică a scriitorului N.D. Cocea și a Mariei Grigorescu, Tanți Cocea s-a născut la București la data de 7 decembrie 1909. Sora ei mai mică a fost actrița Dina Cocea (1912-2008). Debutează în anul I de Conservator cu rolul Fifinei din piesa „Maya”, în regia Mariettei Sadova, la Teatrul Poștei. În 1957 debutează pe marele ecran în filmul Bijuterii de familie, regizat de Marius Teodorescu după un scenariu scris în colaborare cu Malvina Urșianu.
A debutat la Teatrul Liber, înființat de Dida Solomon-Calimachi, în stagiunea 1931-1932 în Maya de Simon Gantillon. În ultimii ani ai carierei a interpretat-o pe Gertrude, în Hamlet de Shakespeare la Teatrul Bulandra în montarea lui Ion Olteanu (1959),  a jucat rolul Vidrei din Răzvan și Vidra de Bogdan Petriceicu Hasdeu, tot la Teatrul Bulandra.
Tanți Cocea a fost căsătorită cu dr. prof. Panait Sîrbu.

## Distincții
- Ordinul Muncii clasa a II-a (23 ianuarie 1953) „pentru merite deosebite, pentru realizări valoroase în artă și pentru activitate merituoasă”[6]
- titlul de Artist emerit al Republicii Populare Romîne (3 noiembrie 1956) „pentru merite deosebite în activitatea artistică”[7]
- Ordinul Muncii clasa a II-a (12 august 1959) „pentru activitate rodnică în dezvoltarea științei și culturii din Republica Populară Romînă”[8]
- Ordinul „Meritul Cultural” clasa a II-a (6 noiembrie 1967) „pentru merite deosebite în domeniul artei dramatice”[9]

## Filmografie
- Steaua fără nume (teatru radiofonic, 1954) – necunoscuta Mona
- Bijuterii de familie (1958) – Elena Vorvoreanu[10]
- Cartierul veseliei (1965) – Rada, soția lui nea Gheorghe și mamă a cinci copii[11]
- Răpirea fecioarelor (1968) – mama lui Amza[12]
- Serata (1971) – verișoara profesorului, gazda seratei[13]
- Păcală (1974) – mama lui Păcală
- Instanța amînă pronunțarea (1976) – mama lui Buzescu[14]